# Bộ Cá chép mỡ
Bộ Cá chép mỡ (danh pháp khoa học: Characiformes) là một bộ của lớp Cá vây tia (Actinopterygii), bao gồm cá chép mỡ và đồng minh của chúng. Hợp lại trong 23 họ được công nhận, có vài nghìn loài khác nhau, trong đó nổi tiếng nhất là piranha và cá tetra.

## Phân loại
Characiformes là thành viên của 1 đoạn được gọi là Otophysa trong liên bộ Ostariophysi. Otophysa chứa ba bộ khác là Cypriniformes, Siluriformes và Gymnotiformes. Characiformes tạo thành một nhóm gọi là Characaphysi/Characaphysae với Siluriformes và Gymnotiformes. Characiformes là nhóm chị em với các bộ Siluriformes và Gymnotiformes, mặc dù điều này đã từng gây tranh luận bởi bằng chứng phân tử gần đây.
Ban đầu bộ cá chép mỡ được đặc trong 1 họ duy nhất là họ Characidae. Kể từ đó 18-22 họ khác nhau đã lần lượt được tách ra. Tuy nhiên, phân loại đã thay đổi một phần, vào năm 2011, nghiên cứu gần đây khẳng định Characidae như đã được định nghĩa là một họ đơn ngành. Hiện nay, có 23 họ, khoảng 284 chi, và ít nhất 2.041 loài. Phân bộ Citharinoidei, trong đó có các họ Distichodontidae và Citharinidae, được coi là nhóm chị em với phần còn lại của bộ Cá chép mỡ là phân bộ Characoidei.

### Các họ
- Salminopsidae †
- Sorbinicharacidae †
- Phân bộ Citharinoidei
  - Citharinidae
  - Distichodontidae
- Phân bộ Characoidei
  - Acestrorhynchidae
  - Alestidae
  - Anostomidae
  - Bryconidae[3] (Bryconinae: Brycon, Chilobrycon, Henochilus, Lignobrycon, Triportheus + Salmininae: Salminus)
  - Chalceidae[3] (Chalceus)
  - Characidae
  - Chilodontidae
  - Crenuchidae
  - Ctenoluciidae
  - Curimatidae
  - Cynodontidae
  - Erythrinidae
  - Gasteropelecidae
  - Hemiodontidae
  - Hepsetidae
  - Iguanodectidae[3] (Bryconops, Iguanodectes, Piabucus)
  - Lebiasinidae
  - Parodontidae
  - Prochilodontidae
  - Serrasalmidae
  - Triporthidae

## Tiến hóa
Loài cá chép mỡ lâu đời nhất là Santanichthys vào đầu kỷ Phấn trắng (giai đoạn Alba ở Brasil. Trong khi tất cả các loài còn sinh tồn là nước ngọt, loài này có lẽ sống ở nước lợ hay nước mặn. Nhiều hóa thạch khác cũng được biết đến. Characiformes khả năng đa dạng hóa đầu tiên vào kỷ Phấn Trắng (Creta), mặc dù hóa thạch ít được biết đến. Trong kỷ Creta, đường rạn nứt giữa Nam Mỹ và châu Phi có lẽ đang hình thành; điều này giải thích sự tương phản trong sự đa dạng giữa hai châu lục này. Sự đa dạng kém hơn của chúng ở châu Phi có thể giải thích tại sao một số họ cá nguyên thủy của bộ này và bộ Cypriniformes cùng tồn tại với chúng trong khi chúng lại vắng mặt ở Nam Mỹ, nơi các loài cá này có thể đã bị tuyệt chủng. Bộ Characiformes đã không kịp lan rộng sang châu Phi đủ sớm để có thể vươn tới cầu đất liền nối châu Phi và châu Á. Thời kỳ sớm nhất mà chúng lan tới Trung Mỹ là vào cuối thế Miocen.

## Phát sinh chủng loài
Cây phát sinh chủng loài vẽ theo Betancur và ctv (2016).

| Characiphysae | Characiformes                                                  |
|               | Characiformes                                                  |
| Siluriphysae  | \| \| Gymnotiformes \| \| \| \| \| \| Siluriformes \| \| \| \| |
|               | \| \| Gymnotiformes \| \| \| \| \| \| Siluriformes \| \| \| \| |
|               | Gymnotiformes                                                  |
|               |                                                                |
|               | Siluriformes                                                   |
|               |                                                                |

|  | Gymnotiformes |
|  |               |
|  | Siluriformes  |
|  |               |

| Characiphysae | Characiformes                                                  |
|               | Characiformes                                                  |
| Siluriphysae  | \| \| Gymnotiformes \| \| \| \| \| \| Siluriformes \| \| \| \| |
|               | \| \| Gymnotiformes \| \| \| \| \| \| Siluriformes \| \| \| \| |
|               | Gymnotiformes                                                  |
|               |                                                                |
|               | Siluriformes                                                   |
|               |                                                                |

|  | Gymnotiformes |
|  |               |
|  | Siluriformes  |
|  |               |

| Characiphysae | Characiformes                                                  |
|               | Characiformes                                                  |
| Siluriphysae  | \| \| Gymnotiformes \| \| \| \| \| \| Siluriformes \| \| \| \| |
|               | \| \| Gymnotiformes \| \| \| \| \| \| Siluriformes \| \| \| \| |
|               | Gymnotiformes                                                  |
|               |                                                                |
|               | Siluriformes                                                   |
|               |                                                                |

|  | Gymnotiformes |
|  |               |
|  | Siluriformes  |
|  |               |

| Characiphysae | Characiformes                                                  |
|               | Characiformes                                                  |
| Siluriphysae  | \| \| Gymnotiformes \| \| \| \| \| \| Siluriformes \| \| \| \| |
|               | \| \| Gymnotiformes \| \| \| \| \| \| Siluriformes \| \| \| \| |
|               | Gymnotiformes                                                  |
|               |                                                                |
|               | Siluriformes                                                   |
|               |                                                                |

|  | Gymnotiformes |
|  |               |
|  | Siluriformes  |
|  |               |

| Characiphysae | Characiformes                                                  |
|               | Characiformes                                                  |
| Siluriphysae  | \| \| Gymnotiformes \| \| \| \| \| \| Siluriformes \| \| \| \| |
|               | \| \| Gymnotiformes \| \| \| \| \| \| Siluriformes \| \| \| \| |
|               | Gymnotiformes                                                  |
|               |                                                                |
|               | Siluriformes                                                   |
|               |                                                                |

|  | Gymnotiformes |
|  |               |
|  | Siluriformes  |
|  |               |

| Characiphysae | Characiformes                                                  |
|               | Characiformes                                                  |
| Siluriphysae  | \| \| Gymnotiformes \| \| \| \| \| \| Siluriformes \| \| \| \| |
|               | \| \| Gymnotiformes \| \| \| \| \| \| Siluriformes \| \| \| \| |
|               | Gymnotiformes                                                  |
|               |                                                                |
|               | Siluriformes                                                   |
|               |                                                                |

|  | Gymnotiformes |
|  |               |
|  | Siluriformes  |
|  |               |

| Characiphysae | Characiformes                                                  |
|               | Characiformes                                                  |
| Siluriphysae  | \| \| Gymnotiformes \| \| \| \| \| \| Siluriformes \| \| \| \| |
|               | \| \| Gymnotiformes \| \| \| \| \| \| Siluriformes \| \| \| \| |
|               | Gymnotiformes                                                  |
|               |                                                                |
|               | Siluriformes                                                   |
|               |                                                                |

|  | Gymnotiformes |
|  |               |
|  | Siluriformes  |
|  |               |

| Characiphysae | Characiformes                                                  |
|               | Characiformes                                                  |
| Siluriphysae  | \| \| Gymnotiformes \| \| \| \| \| \| Siluriformes \| \| \| \| |
|               | \| \| Gymnotiformes \| \| \| \| \| \| Siluriformes \| \| \| \| |
|               | Gymnotiformes                                                  |
|               |                                                                |
|               | Siluriformes                                                   |
|               |                                                                |

|  | Gymnotiformes |
|  |               |
|  | Siluriformes  |
|  |               |

| Characiphysae | Characiformes                                                  |
|               | Characiformes                                                  |
| Siluriphysae  | \| \| Gymnotiformes \| \| \| \| \| \| Siluriformes \| \| \| \| |
|               | \| \| Gymnotiformes \| \| \| \| \| \| Siluriformes \| \| \| \| |
|               | Gymnotiformes                                                  |
|               |                                                                |
|               | Siluriformes                                                   |
|               |                                                                |

|  | Gymnotiformes |
|  |               |
|  | Siluriformes  |
|  |               |

| Characiphysae | Characiformes                                                  |
|               | Characiformes                                                  |
| Siluriphysae  | \| \| Gymnotiformes \| \| \| \| \| \| Siluriformes \| \| \| \| |
|               | \| \| Gymnotiformes \| \| \| \| \| \| Siluriformes \| \| \| \| |
|               | Gymnotiformes                                                  |
|               |                                                                |
|               | Siluriformes                                                   |
|               |                                                                |

|  | Gymnotiformes |
|  |               |
|  | Siluriformes  |
|  |               |

| Characiphysae | Characiformes                                                  |
|               | Characiformes                                                  |
| Siluriphysae  | \| \| Gymnotiformes \| \| \| \| \| \| Siluriformes \| \| \| \| |
|               | \| \| Gymnotiformes \| \| \| \| \| \| Siluriformes \| \| \| \| |
|               | Gymnotiformes                                                  |
|               |                                                                |
|               | Siluriformes                                                   |
|               |                                                                |

|  | Gymnotiformes |
|  |               |
|  | Siluriformes  |
|  |               |

| Characiphysae | Characiformes                                                  |
|               | Characiformes                                                  |
| Siluriphysae  | \| \| Gymnotiformes \| \| \| \| \| \| Siluriformes \| \| \| \| |
|               | \| \| Gymnotiformes \| \| \| \| \| \| Siluriformes \| \| \| \| |
|               | Gymnotiformes                                                  |
|               |                                                                |
|               | Siluriformes                                                   |
|               |                                                                |

|  | Gymnotiformes |
|  |               |
|  | Siluriformes  |
|  |               |

| Characiphysae | Characiformes                                                  |
|               | Characiformes                                                  |
| Siluriphysae  | \| \| Gymnotiformes \| \| \| \| \| \| Siluriformes \| \| \| \| |
|               | \| \| Gymnotiformes \| \| \| \| \| \| Siluriformes \| \| \| \| |
|               | Gymnotiformes                                                  |
|               |                                                                |
|               | Siluriformes                                                   |
|               |                                                                |

|  | Gymnotiformes |
|  |               |
|  | Siluriformes  |
|  |               |

| Characiphysae | Characiformes                                                  |
|               | Characiformes                                                  |
| Siluriphysae  | \| \| Gymnotiformes \| \| \| \| \| \| Siluriformes \| \| \| \| |
|               | \| \| Gymnotiformes \| \| \| \| \| \| Siluriformes \| \| \| \| |
|               | Gymnotiformes                                                  |
|               |                                                                |
|               | Siluriformes                                                   |
|               |                                                                |

|  | Gymnotiformes |
|  |               |
|  | Siluriformes  |
|  |               |

| Characiphysae | Characiformes                                                  |
|               | Characiformes                                                  |
| Siluriphysae  | \| \| Gymnotiformes \| \| \| \| \| \| Siluriformes \| \| \| \| |
|               | \| \| Gymnotiformes \| \| \| \| \| \| Siluriformes \| \| \| \| |
|               | Gymnotiformes                                                  |
|               |                                                                |
|               | Siluriformes                                                   |
|               |                                                                |

|  | Gymnotiformes |
|  |               |
|  | Siluriformes  |
|  |               |

| Characiphysae | Characiformes                                                  |
|               | Characiformes                                                  |
| Siluriphysae  | \| \| Gymnotiformes \| \| \| \| \| \| Siluriformes \| \| \| \| |
|               | \| \| Gymnotiformes \| \| \| \| \| \| Siluriformes \| \| \| \| |
|               | Gymnotiformes                                                  |
|               |                                                                |
|               | Siluriformes                                                   |
|               |                                                                |

|  | Gymnotiformes |
|  |               |
|  | Siluriformes  |
|  |               |

## Phân bố
Characiformes đa dạng nhất ở vùng nhiệt đới Tân thế giới, nơi chúng được tìm thấy trong các sông, hồ nhiệt đới trong khắp khu vực Nam Mỹ và Trung Mỹ. Tại châu Phi có ít nhất khoảng 209 loài Characiformes, bao gồm các họ Distichodontidae, Citharinidae, Alestiidae và Hepsetidae. Phần còn lại của bộ cá này có nguồn gốc từ châu Mỹ.

## Quan hệ với con người
Một vài loài cá chép mỡ khá lớn, rất quan trọng trong cung cấp thực phẩm và câu cá giải trí. Tuy nhiên, hầu hết là cá nhỏ sống thành đàn. Nhiều loài được biết đến như tetra được nuôi phổ biến trong hồ cá nhờ màu sắc của chúng tươi sáng, sức chịu đựng cao, không gây hại cho các loài cá khác trong bể.

## Hình ảnh

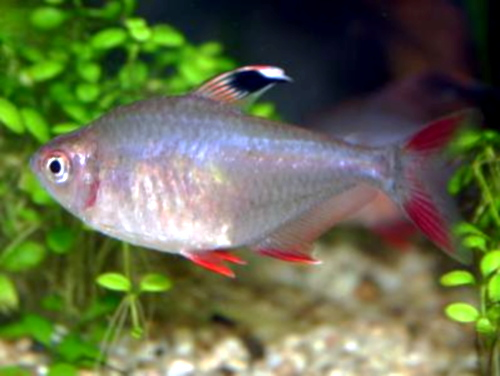
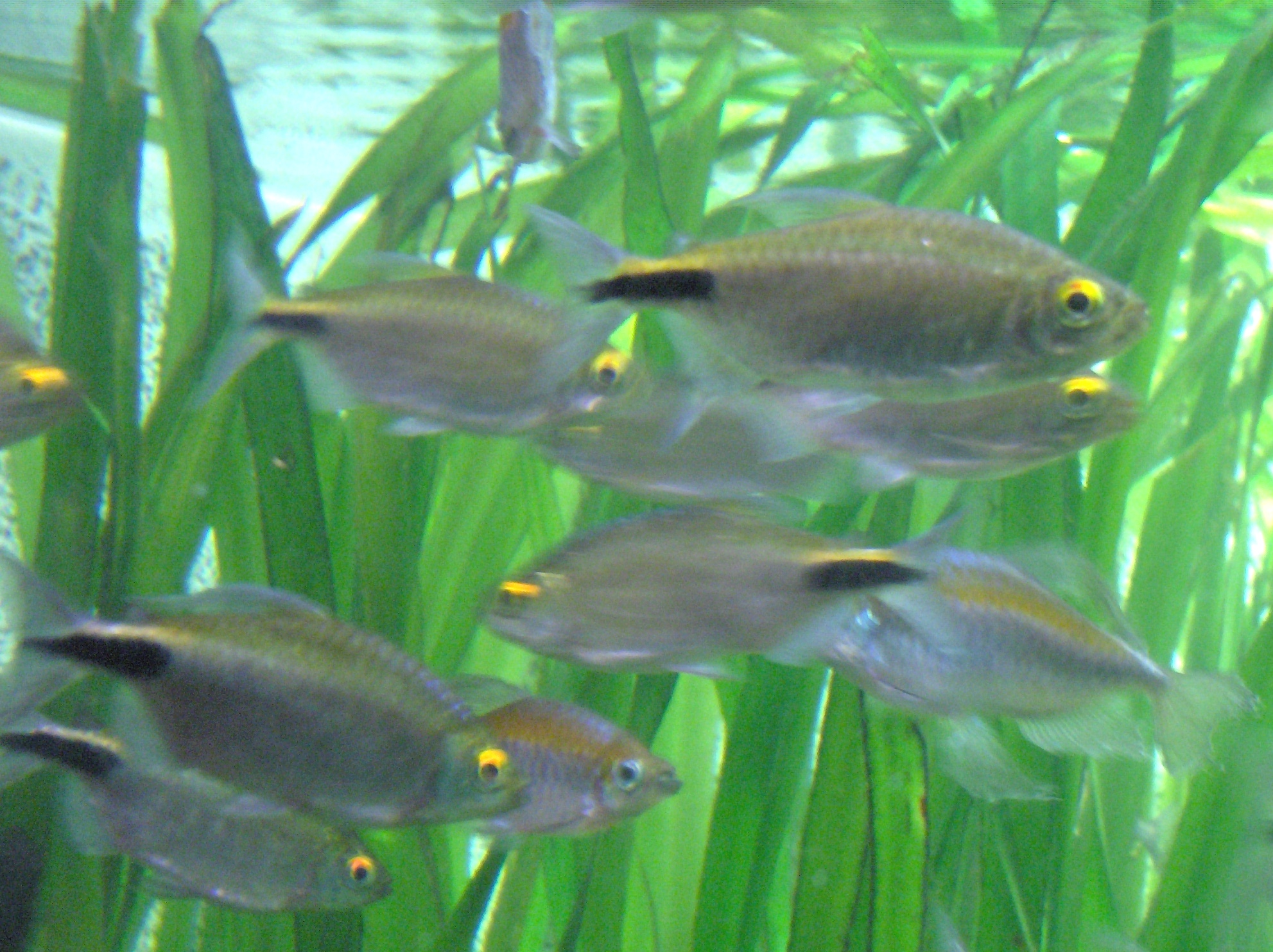
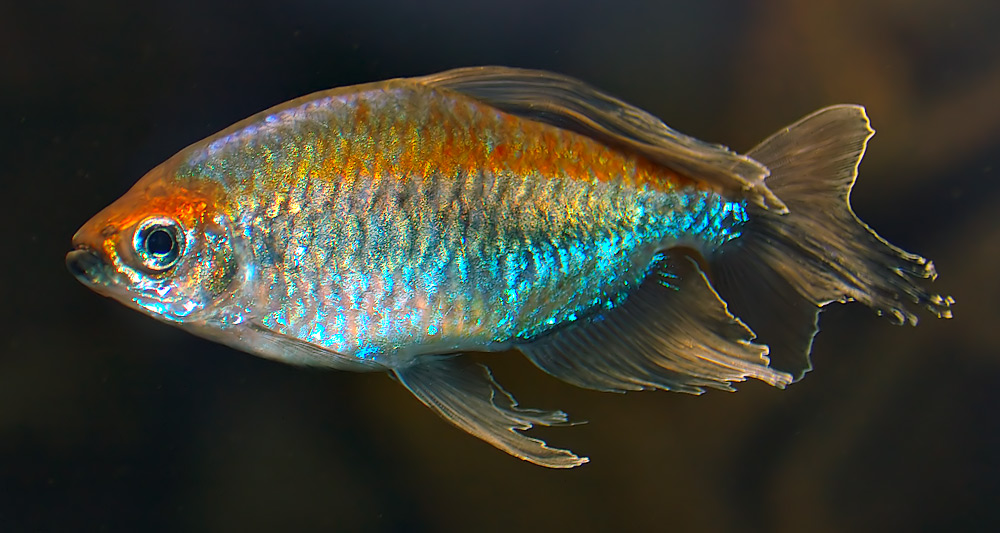
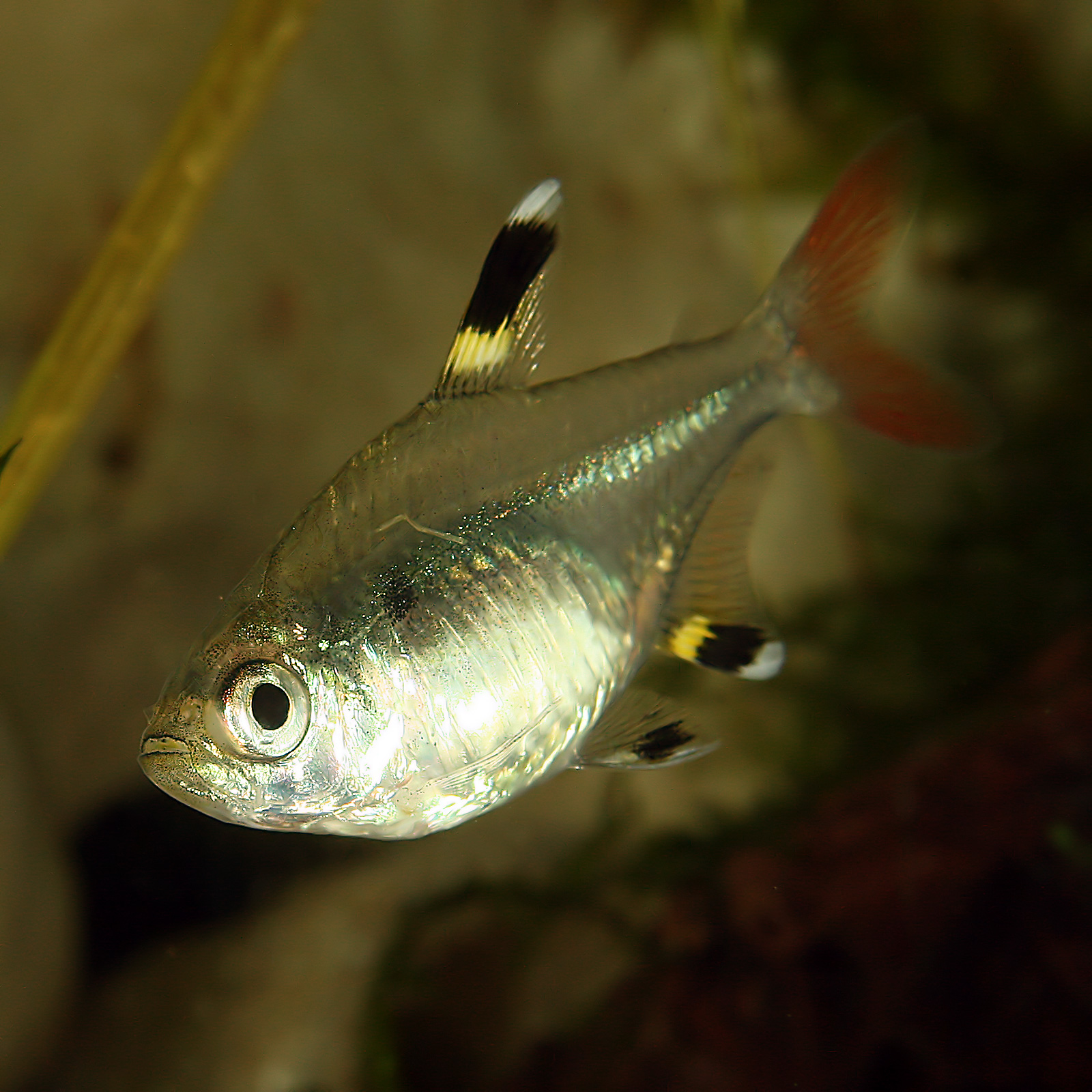